# زانتی کنستانتینیدو
زانتی کنستانتینیدو (یونانی: Ξανθή Κωνσταντινίδου؛ زادهٔ ۲ ژانویهٔ ۱۹۶۲) بازیکن فوتبال اهل یونان است.